# Pisueña
Le Pisueña est un cours d’eau espagnol d'une longueur de 36 km qui coule dans la communauté autonome de la Cantabrie. Il est un affluent du Río Pas.

## Source de la traduction
- (es) Cet article est partiellement ou en totalité issu de l’article de Wikipédia en espagnol intitulé « Río Pisueña » (voir la liste des auteurs).